# Amelie Kober
Amelie Kober (* 16. November 1987 in Bad Aibling) ist eine ehemalige deutsche Snowboarderin.

## Karriere
Kober fuhr ihr erstes Weltcuprennen im Januar 2004 in Alpe d’Huez, welches sie auf den 19. Platz im Parallel-Riesenslalom beendete. Bei den Juniorenweltmeisterschaften 2004 und 2005 holte sie Silber im Parallel-Riesenslalom. Bei den Olympischen Winterspielen in Turin 2006 gewann sie als Außenseiterin die Silbermedaille im Parallel-Riesenslalom. Die Angehörige der Bundespolizei musste sich dabei nur der Schweizerin Daniela Meuli geschlagen geben. Bei der Weltmeisterschaft 2007 in Arosa gewann Kober in der gleichen Disziplin ebenfalls Silber, diesmal hinter der Russin Jekaterina Tudegeschewa.
Ihr Olympiaticket für Turin 2006 sicherte sie sich durch einen zweiten Platz beim FIS Snowboard-Weltcup 2005/2006 in Sölden beim Parallel-Riesenslalom der Frauen. Das war zu diesem Zeitpunkt ihr bis dahin bestes Karriereergebnis. Dritte wurde bei diesem Wettbewerb die Schweizerin Daniela Meuli.
Für ihr Auftreten in Turin wurde sie zu Deutschlands Juniorsportlerin des Jahres 2006 gewählt. Am 17. Juli 2006 wurde sie im Münchner Congress Center (ICM) mit dem Bayerischen Sportpreis in der Kategorie „Herausragende(r) Nachwuchssportler(in)“ ausgezeichnet.
In der Weltcup-Saison 2009 konnte Kober nach den Plätzen 30, 12 und 14 zum Saisonauftakt fünf der letzten sechs Rennen gewinnen und wurde einmal Zweite. Mit dem Sieg im letzten Saisonrennen in Valmalenco verdrängte sie in der Disziplinwertung Parallel die bis dahin führende Österreicherin Doris Günther noch von Platz eins und sicherte sich die kleine Kristallkugel. Im Gesamtweltcup wurde sie damit Dritte. Bei der Snowboard-Weltmeisterschaft 2009 in Gangwon erreichte sie den 31. Platz im Parallelslalom und den zehnten Platz im Parallel-Riesenslalom.
In der  Weltcup-Saison 2010 gewann sie als Lokalmatadorin den Weltcup im PGS am Sudelfeld. Bei den Olympischen Winterspielen 2010 schied Kober im Viertelfinale aus. Auf einen Start in den anschließenden Klassifizierungsrennen um die Plätze 5–8 verzichtete sie aufgrund ihrer Schwangerschaft und erreichte so den achten Platz. Bei der Snowboard-Weltmeisterschaft 2011 in La Molina kam sie auf den sechsten Rang im Parallelslalom und den vierten Platz im Parallel-Riesenslalom.
Am 25. Januar 2013 gewann Kober die Bronzemedaille im Parallelriesenslalom und im Parallelslalom bei der Snowboard-Weltmeisterschaft in Kanada.
Ein Jahr später gewann sie bei den Olympischen Winterspielen 2014 trotz eines knöchernen Kapselausrisses im Ellenbogen die Bronzemedaille im Parallel-Slalom hinter der Österreicherin Julia Dujmovits und der deutschen Anke Karstens. Dafür erhielt sie am 8. Mai 2014 von Bundespräsident Gauck das Silberne Lorbeerblatt.
Im Sommer 2019 gab Kober ihren Rücktritt vom aktiven Wettkampfsport bekannt.
Der Heimatverein der deutschen Meisterin im Parallel-Slalom und Parallel-Riesenslalom im Jahr 2004 und zweifachen Junioren-Vizeweltmeisterin ist der SC Miesbach in Oberbayern.

## Parallel-Weltcup

### Weltcupsiege
| Nr. | Datum            | Ort          | Disziplin             |
| --- | ---------------- | ------------ | --------------------- |
| 1.  | 13. Oktober 2006 | Landgraaf    | Parallelslalom        |
| 2.  | 12. Oktober 2007 | Landgraaf    | Parallelslalom        |
| 3.  | 7. Januar 2009   | Kreischberg  | Parallelslalom        |
| 4.  | 22. Februar 2009 | Stoneham     | Parallel-Riesenslalom |
| 5.  | 26. Februar 2009 | Sunday River | Parallel-Riesenslalom |
| 6.  | 15. März 2009    | La Molina    | Parallel-Riesenslalom |
| 7.  | 22. März 2009    | Valmalenco   | Parallel-Riesenslalom |
| 8.  | 12. Oktober 2009 | Landgraaf    | Parallelslalom        |
| 9.  | 6. Februar 2010  | Sudelfeld    | Parallel-Riesenslalom |
| 10. | 28. Januar 2012  | Sudelfeld    | Parallel-Riesenslalom |
| 11. | 17. März 2012    | Valmalenco   | Parallel-Riesenslalom |
| 12. | 11. Januar 2013  | Bad Gastein  | Parallelslalom        |

### Weltcupplatzierungen
| Saison  | Platz | Punkte |
| ------- | ----- | ------ |
| 2003/04 | 43    | 0390   |
| 2004/05 | 20    | 1956   |
| 2005/06 | 08    | 2698   |
| 2006/07 | 06    | 3700   |
| 2007/08 | 15    | 2100   |
| 2008/09 | 01    | 6232   |
| 2009/10 | 06    | 3470   |
| 2010/11 | 26    | 0478   |
| 2011/12 | 02    | 6180   |
| 2012/13 | 05    | 2720   |
| 2013/14 | 17    | 0835   |

## Sonstiges
Amelie Kober ist seit September 2010 Mutter eines Sohnes.